# Pirrolo
Il pirrolo (nome sistematico: 1H-pirrolo) è un composto eterociclico aromatico con anello a cinque termini nel quale l'eteroatomo è l'azoto. È il membro più semplice degli azoli e in quanto tale il nome azolo compare nelle denominazioni sistematiche dei suoi derivati. La sua formula bruta è C4H5N.

## Caratteristiche
A temperatura ambiente è un liquido incolore se puro, infiammabile, dall'odore tenue; all'aria tende a sviluppare un colore giallo-bruno dovuto a impurezze generantesi per ossidazione. È poco solubile in acqua, ma è solubile in etere, alcool e negli altri solventi organici più comuni.
La molecola del pirrolo è ciclica e planare ed ha la forma di un pentagono quasi regolare. L'anello è composto da 4 atomi di carbonio ed uno di azoto; è aromatico perché attraverso gli orbitali p dei cinque atomi vengono condivisi 6 elettroni: uno da ciascun atomo di carbonio e due dall'azoto.
Essendo il doppietto elettronico dell'azoto impegnato nell'anello aromatico, questo non è disponibile per essere ceduto a specie acide, quindi il pirrolo mostra una basicità molto bassa (pKa dell'acido coniugato = -3,8) e l'eventuale protonazione avviene di preferenza sugli atomi di carbonio dell'anello, specialmente in posizione α (2 o 5), invece che su N (ogni protonazione farebbe perdere l'aromaticità dell'anello pirrolico). L'atomo di azoto è formalmente positivo in 4 delle 5 strutture di risonanza principali. In connessione a questo e a differenza di furano e tiofene, il pirrolo ha un momento dipolare di 1,80 D diretto verso il resto dell'anello, non verso l'azoto. Il pirrolo, che è pur sempre un'Ammina secondaria, può cedere il protone in N-H (pKa = 17,5) a basi sufficientemente forti per dare lo ione pirrolato C4H4N-, strettamente isoelettronico con il furano.
In natura il pirrolo è spesso parte di sistemi aromatici più complessi quali, ad esempio, le porfirine dell'emoglobina e della clorofilla o la vitamina B12. Queste sono tutte basate su una struttura tetrapirrolica, di cui la porfina è il capostipite, e legano il metallo centrale previa deprotonazione dei loro anelli pirrolici.